# Gårdsjön, Dalarna
Gårdsjön är en sjö i Älvdalens kommun i Dalarna och ingår i Dalälvens huvudavrinningsområde. Sjön har en area på 0,216 kvadratkilometer och ligger 731,1 meter över havet.

## Delavrinningsområde
Gårdsjön ingår i det delavrinningsområde (686015-130949) som SMHI kallar för Utloppet av Gårdsjön. Medelhöjden är 752 meter över havet och ytan är 7,21 kvadratkilometer. Det finns inga avrinningsområden uppströms utan avrinningsområdet är högsta punkten. Vattendraget som avvattnar avrinningsområdet har biflödesordning 2, vilket innebär att vattnet flödar genom totalt 2 vattendrag innan det når havet efter 519 kilometer. Avrinningsområdet består mestadels av skog (34 procent) och sankmarker (58 procent). Avrinningsområdet har 0,22 kvadratkilometer vattenytor vilket ger det en sjöprocent på 3 procent.